# Ludwig von Schröder
August Ludwig von Schröder, né le 17 juillet 1854 à Hintzenkamp, près d'Eggesin, arrondissement d'Ueckermünde en Poméranie et mort le 23 juillet 1933 à Berlin, est un amiral allemand.

## Biographie

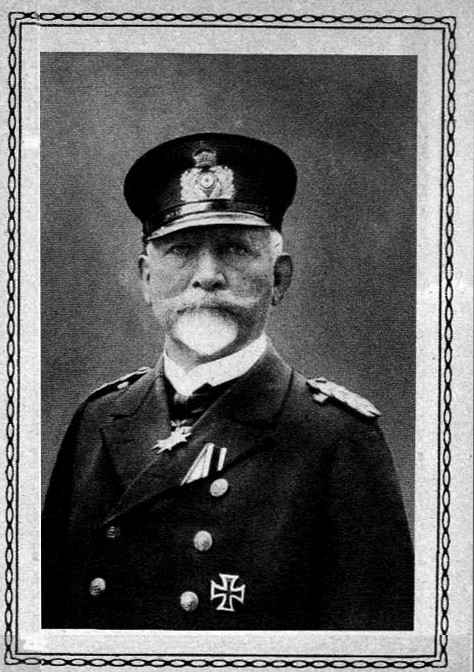
L'amiral von Schröder en 1916.

Ludwig Schröder entre dans la marine impériale allemande nouvellement créée, le 31 mai 1871. Son assermentation a lieu le 7 juin, auprès du lieutenant de vaisseau von Buchholz, à bord de l'ancien navire de caserne Barbarossa à Kiel. Le même jour, il est embarqué pour huit mois sur le voilier-école Niobe. Il est ensuite formé sur le bateau à vapeur et à voile Gazelle, puis sur d'autres navires, avant de terminer l'école navale d'octobre 1874 à septembre 1875. À la fin de celle-ci, Schröder est affecté comme officier de compagnie à la 1re division de marins, puis est muté pendant trois mois sur la frégate blindée Deutschland, avant d'être transféré le 22 août 1876 sur le Kronprinz, où il sert comme adjudant et officier de signalisation. Au cours de sa carrière navale, il sert sur différents navires, notamment en tant que commandant de l'aviso SMS Blitz (de), du bateau-école SMS Moltke et du croiseur SMS Vineta. Il est également chef de la division des croiseurs à la station des Antilles. Du 1er octobre 1907 au 24 septembre 1910, Schröder est chef de la 2e escadre de la flotte de haute mer. Il est ensuite nommé chef de la station navale de la mer Baltique (de), puis promu amiral le 27 janvier 1911. Le 6 mai 1912, il est mis à disposition, tout en étant placé à la suite du corps des officiers de marine. Il est anobli en 1912 et prend donc la particule von.

## Première Guerre mondiale
Le déclenchement de la Guerre de 1914-1918 lui fait reprendre du service. Il est amiral en Flandres. Il n'a pas la responsabilité des unités en mer, mais de la division de marine (de). Ainsi la division de marine des Flandres combat dans la zone; elle est à l'origine de la création du corps de marine Flandres (de), le 15 décembre 1914. Les combats sont si acharnés que l'amiral von Schröder est surnommé « le lion des Flandres ». Ses troupes reçoivent la croix des Flandres (de) (Flandernkreuz), en 1921.
Il est nommé chef de la base navale de la mer Baltique à la fin de la guerre et doit mettre fin, sur ordre du Kaiser, aux mutineries de Kiel, mais après la chute de l'Empire, le prince de Bade ne prend pas la responsabilité de la répression, estimant que l'amiral von Schröder avait été excessif.

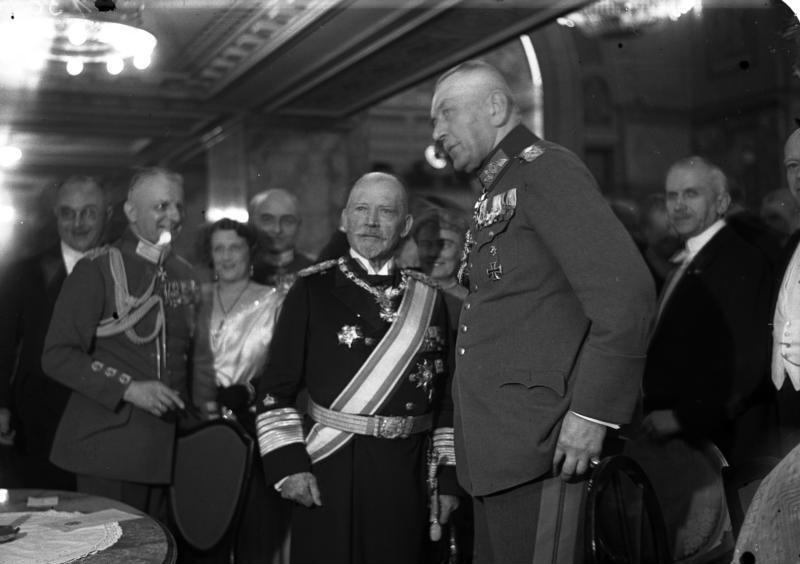
L'amiral von Schröder en 1932 à une cérémonie de la NVDO

Pendant les années 1920, Schröder est le premier président de la ligue nationale des officiers allemands (Nationalverband Deutscher Offiziere). Il est enterré au cimetière des Invalides de Berlin. Son fils est le General der Flakartillerie et commandant militaire de la Serbie Ludwig von Schröder (de).

## Décorations
- Ordre de l'Aigle rouge
- Pour le Mérite
- Croix de fer